# The Sims (serie)
The Sims è una serie di videogiochi simulatori di vita ideati da Will Wright, sviluppati da Maxis e pubblicati da Electronic Arts, facenti parte del marchio Sim.
I giochi della serie The Sims sono simulatori di vita di piccoli personaggi dotati di tratti fisici e caratteriali diversi tra loro, i quali nascono, vivono, si riproducono e muoiono nell'arco della loro esistenza virtuale, sviluppando interazioni in diversi aspetti quali il lavoro, la vita amorosa e sociale, i bisogni primari e secondari; essi abitano in ville o appartamenti da costruire e arredare, hanno un lavoro, guadagnano denaro e vivono una vita che ricorda quelle delle persone reali.
È la serie videoludica più venduta al mondo su personal computer e una delle più vendute in assoluto: nel 2016, infatti, aveva commercializzato circa duecento milioni di copie in tutto il mondo.

## Videogiochi

### The Sims
The Sims è un videogioco simulatore di vita del 2000, sviluppato da Maxis e pubblicato da Electronic Arts per PlayStation 2, Xbox, GameCube e Windows.

#### Espansioni
- Vivere alla grande
- House Party
- Hot Date
- In vacanza
- Cuccioli, che passione!
- Superstar
- Magie e incantesimi

#### Compilation
- The Sims Deluxe Edition
- The Sims Double Deluxe
- The Sims Mega Deluxe
- The Sims Triple Deluxe
- The Sims Expansion Three-Pack Volume 1
- The Sims Expansion Three-Pack Volume 2
- The Sims Expansion Three-Pack Volume 3
- The Sims Complete Collection

### The Sims 2
The Sims 2 è un videogioco simulatore di vita del 2004, sviluppato da Maxis e pubblicato da Electronic Arts per PlayStation 2, Xbox, GameCube e Windows.

#### Espansioni
- University
- Nightlife
- Funky Business
- Pets
- Seasons
- World Adventure
- FreeTime
- Live with Friends

#### Stuff pack
- The Sims 2: Christmas Party Pack
- The Sims 2: Family Fun Stuff
- The Sims 2: Glamour Life Stuff
- The Sims 2: 2006 Christmas Stuff
- The Sims 2: Celebration! Stuff
- The Sims 2: H&M Fashion Stuff
- The Sims 2: Teen Style Stuff
- The Sims 2: Kitchen & Bath Interior Design Stuff
- The Sims 2: IKEA Home Stuff
- The Sims 2: Mansion & Garden Stuff

#### Compilation
- The Sims 2: Edizione Speciale DVD
- The Sims 2: Holiday Edition (2005)
- The Sims 2: Holiday Edition (2006)
- The Sims 2: Deluxe
- The Sims 2: Double Deluxe
- The Sims 2 University Life Collection
- The Sims 2 Best of Business Collection
- The Sims 2 Fun with Pets Collection
- The Sims 2 Ultimate Collection

### The Sims 3
The Sims 3 è un videogioco simulatore di vita del 2009, sviluppato da Maxis e pubblicato da Electronic Arts per PlayStation 3, Xbox 360, Wii e Windows.

#### Espansioni
- The Sims 3: Travel Adventures
- The Sims 3: Ambitions
- The Sims 3: Late Night
- The Sims 3: Generations
- The Sims 3: Animali & Co.
- The Sims 3: Showtime
- The Sims 3: Supernatural
- The Sims 3: Stagioni
- The Sims 3: Vita universitaria
- The Sims 3: Isola da sogno
- The Sims 3: Into the Future

#### Stuff pack
- The Sims 3: Loft Stuff
- The Sims 3: Fast Lane Stuff
- The Sims 3: Outdoor Living Stuff
- The Sims 3: Vivi la città Stuff
- The Sims 3: Master Suite Stuff
- The Sims 3: Katy Perry dolci sorprese
- The Sims 3: Diesel Stuff
- The Sims 3: 70s, 80s, 90s Stuff
- The Sims 3: Movie Stuff

#### Compilation
- The Sims 3 Anniversary Edition
- The Sims 3 Deluxe
- The Sims 3 Starter Pack
- The Sims 3 Travel Edition
- The Sims 3 Ambitions Anniversary Edition
- The Sims 3 + Late Night
- The Sims 3 + Generations
- The Sims 3 + Animali & co.
- The Sims 3 + Showtime
- The Sims 3: Showtime Katy Perry Collector's Edition
- The Sims 3 + Supernatural
- The Sims 3 + Stagioni
- The Sims 3 + Vita universitaria
- The Sims 3 + Isola da sogno
- The Sims 3 Expansion Bundle
- The Sims 3 Worlds Bundle
- The Sims 3 + Hidden Springs and Barnacle Bay
- The Sims 3 + Monte Vista and Dragon Valley

### The Sims 4
The Sims 4 è un videogioco simulatore di vita del 2014, sviluppato da Maxis e pubblicato da Electronic Arts per PlayStation 4, Xbox One e Windows.

#### Espansioni
- The Sims 4: Al lavoro!
- The Sims 4: Usciamo insieme!
- The Sims 4: Vita in città
- The Sims 4: Cani & Gatti
- The Sims 4: Stagioni
- The Sims 4: Nuove Stelle
- The Sims 4: Vita sull'Isola
- The Sims 4: Vita Universitaria
- The Sims 4: Vita Ecologica
- The Sims 4: Oasi Innevata
- The Sims 4: Vita in Campagna
- The Sims 4: Vita da Liceali
- The Sims 4: Cresciamo Insieme
- The Sims 4: Vita nel Ranch
- The Sims 4: In Affitto
- The Sims 4: Colpo di Fulmine
- The Sims 4: Vita e Morte

#### Game pack
- The Sims 4: Gita all'aria aperta
- The Sims 4: Un giorno alla SPA
- The Sims 4: Mangiamo fuori
- The Sims 4: Vampiri
- The Sims 4: Vita da genitori
- The Sims 4: Avventura nella Giungla
- The Sims 4: StrangerVille
- The Sims 4: Regno della Magia
- The Sims 4: Star Wars Viaggio A Batuu
- The Sims 4: Arredi Da Sogno
- The Sims 4: Il Mio Matrimonio
- The Sims 4: Lupi Mannari

#### Stuff pack
- The Sims 4: Feste di lusso
- The Sims 4: Esterni da sogno
- The Sims 4: Cucina perfetta
- The Sims 4: Accessori da brivido
- The Sims 4: Serata cinema
- The Sims 4: Giardini romantici
- The Sims 4: Stanza dei bimbi
- The Sims 4: Divertimento in cortile
- The Sims 4: Vintage glamour
- The Sims 4: Serata Bowling
- The Sims 4: Fitness
- The Sims 4: Bebè
- The Sims 4: Giorno di Bucato
- The Sims 4: Il Mio Primo Animale
- The Sims 4: Moschino
- The Sims 4: Mini-case
- The Sims 4: Portento Del Punto
- The Sims 4: Fenomeni Paranormali